# Pandosia (Epiro)
Pandosia (in greco antico: Πανδοσία?) è stata una città antica in Epiro, colonia degli Elei, situata presso le rive del fiume Acheronte (Tesprozia). Insieme alle città di Bucheta ed Elatria fu dominio di Cassope.

## Storia
Piuttosto poco si conosce della storia della città. Fu conquista nel III secolo a.C. da Filippo II di Macedonia e, successivamente, da Alessandro I d'Epiro, che morirà, su predizione dell'oracolo, nella città di Pandosia, un'omonima nel Bruzio.
Di questa città è nota una moneta di bronzo che viene datata tra il 238 ed il 168 a.C..
Al dritto Zeus Dodoneo, coronato con ramo di quercia - ΑΓΙΑC
Al rovescio ΠΑΝ e fulmine in corona di foglie